# João Paulo & Daniel Vol. 6
João Paulo & Daniel Vol. 6 é o sexto álbum de estúdio da dupla sertaneja brasileira João Paulo & Daniel, lançado em 9 de março de 1995 pela Chantecler. Os sucessos ficaram por conta das canções "Hoje Eu Sei", que, inclusive, ganhou um videoclipe, "Eu Me Amarrei", "Alguém" e "Toma Conta de Mim". O álbum recebeu o disco de platina pelas mais de 250 mil cópias vendidas.

## Faixas[4]
| N.º | Título                       | Compositor(es)               | Duração |  |
| 1.  | "Alguém"                     | César Augusto / Piska        | 3:23    |  |
| 2.  | "Toma Conta de Mim"          | Lucas Robles / Roberto Merli | 3:18    |  |
| 3.  | "Hoje Eu Sei"                | Rick / Alexandre             | 3:53    |  |
| 4.  | "Se Você Quiser Voltar"      | Peninha                      | 4:25    |  |
| 5.  | "Vai e Volta"                | Rui Barbosa / Odilon Santos  | 3:01    |  |
| 6.  | "Você Não Morre Mais"        | Moacyr Franco                | 3:27    |  |
| 7.  | "Que Dure Para Sempre"       | Peninha                      | 4:19    |  |
| 8.  | "Apaixonado por Você"        | Rick / João Paulo            | 3:53    |  |
| 9.  | "Eu Me Amarrei"              | Waldir Luz / Tivas           | 3:21    |  |
| 10. | "Você Só Me Faz Feliz"       | Elias Muniz / Fátima Leão    | 3:07    |  |
| 11. | "Estou Tentando Te Esquecer" | Waldir Luz / Greyce          | 3:24    |  |
| 12. | "Olhos Claros"               | Rick / João Paulo / Daniel   | 3:42    |  |
| 13. | "Emboscada de Amor"          | Pinocchio / Daniel           | 3:41    |  |
| 14. | "Só Eu e Você"               | Peninha                      | 4:42    |  |
| 15. | "Estou na Pior"              | Joel Marques / Maracaí       | 4:04    |  |

## Certificações
| Brasil (ABPD)                             | Platina | 1996 | 250.000* |
| *número de vendas baseado na certificação |         |      |          |